# جونگ‌جو چوسان
پادشاه جونگ‌جو (کره‌ای: 정조) (زاده ۲۸ اکتبر ۱۷۵۲ - درگذشته ۱۸ اوت ۱۸۰۰) با نام شخصی یی سان (کره‌ای: 이산) بیست و دومین پادشاه سلسله چوسان بوده است.
وی که از سال ۱۷۷۶ تا ۱۸۰۰ حکومت کرده است، جانشین پدربزرگش پادشاه یونگ‌جو شده بود. پس از مرگش، فرزندش یی گونگ (پادشاه سان‌جو) جانشین وی شده است. او تلاش‌های زیادی برای بهبود و اصلاح کشور کره انجام داد. از جونگ‌جو به عنوان یکی از موفق‌ترین و بابصیرت‌ترین پادشاهان چوسان نام برده می‌شود. وی بیست و چهار سال بر چوسان سلطنت کرد.

## جانشینی
او با نام یی سان متولد شد و پسر شاهزاده سادو (که توسط پدر خودش پادشاه یونگ‌جو به مرگ محکوم شد) و بانو هه گیونگ بود. زمانی که او ولیعهد بود با «هونگ گوک‌یونگ» که یک سیاستمدار بحث‌برانگیز بود؛ ملاقات کرد. هونگ ابتدا قاطعانه از جلوس جونگ‌جو بر تخت سلطنت حمایت می‌کرد و برای بهبود قدرت پادشاه سخت کار می‌کرد اما در انتها به دلیل طمع به قدرت اخراج شد. مجموعه ایسان و مجموعه سرآستین قرمز به مسائل زندگی و پادشاهی او پرداخته است.

## پادشاهی

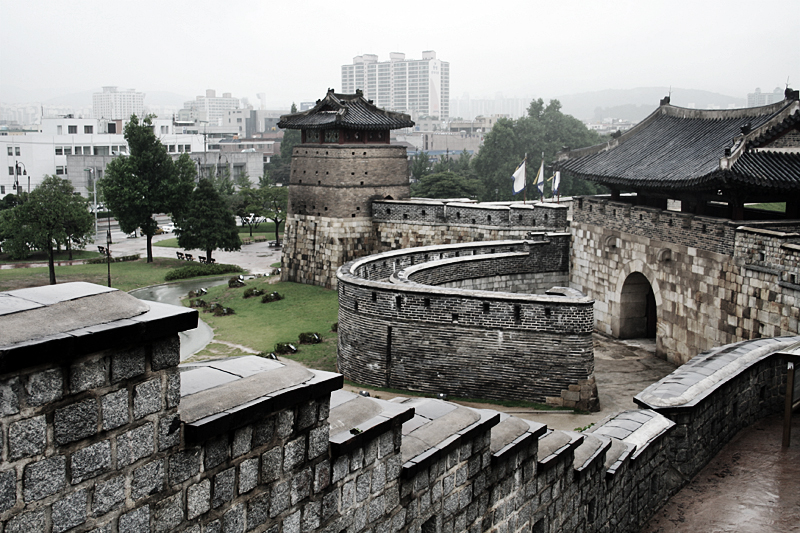
دژ هوآسیونگ

جونگ‌جو بیشتر زمان حکومتش را صرف تطهیر نام پدرش کرد. او همچنین برای پیشبرد اصلاحاتش دربار را به شهر سوون نزدیک مقبره پدرش منتقل کرد. او دژ هوآسیونگ را که اکنون جزو میراث جهانی یونسکو است ساخت و در ساخت این بنا پیشرفته‌ترین شگردهای موجود در ساخت دیوار در زمان خود را معرفی کرد و تصمیم داشت سوون را شهری خودکفا بکند. در دوران قبل از حکومت وی به دلیل اینکه شاهزاده سادو با حکم سلطنتی پدرش کشته شده بود؛ مغشوش بود. تصمیم نهایی یونگ‌جو چوسان مبنی بر اعدام ولیعهد سادو به شدت توسط سیاستمدارانی که علیه ولیعهد بودند، تحت تأثیر قرار گرفته بود. بعد از فوت پادشاه یونگ‌جو و روزی که جونگ‌جو پادشاه چوسان شد؛ او در اتاق پادشاهی بر تخت نشسته و به همه نگاه کرد و گفت: «من پسر ولیعهد سادو هستم!». این پیام روشن لرزه بر اندام سیاست‌مدارانی انداخت که در مرگ پدرش درگیر بودند. او به دلیل اینکه به پدرش عنوان افتخاری پادشاهی و به مادرش عنوان «ملکهٔ بیوه» را داد؛ دوران‌های آشفته زیادی را تجربه کرد اما بر همه آن‌ها به کمک هونگ گوک یونگ غلبه کرد.

## اصلاحات
او رنسانس جدیدی را در چوسان رهبری کرد و سعی نمود با کنترل سیاست کل کشور؛ باعث بهبود روند پیشرفت کشور شود. او اصلاحات زیادی در طول سلطنت خود انجام داد که از مهم‌ترین آن‌ها می‌توان از تأسیس «کیو جانگ گاک» که یک کتاب‌خانه سلطنتی بود نام برد. هدف از تأسیس این کتاب‌خانه بهبود نگرش سیاسی و فرهنگی چوسان و به خدمت درآوردن افسران با استعداد برای کمک در اداره کشور بود. جونگ‌جو همچنین رهبری جنبش‌های اجتماعی نظیر باز کردن درب‌های مناصب دولتی به روی افرادی که قبلاً به دلیل جایگاه اجتماعی شان از آن مناصب محروم شده بودند را بر عهده داشت. او بر اهمیت یادگیری زبان چینی و سایر زبان‌های خارجی تأکید می‌کرد و حتی سیستمی جهت یادگیری و آزمون زبان‌های خارجی دایر کرد. او یک کشتزار شخصی ساخت، برای آبرسانی یک قنات حفر کرد و روش‌های جدید و پیشرفته کشاورزی را در آن امتحان کرد. جونگ‌جو همچنین از استادان «انجمن سیلهاک» نظیر “جونگ یاک یونگ“ (معمار کاخ هواسئونگ) که از قدرت سلطنتی جونگ‌جو حمایت می‌کردند؛ پشتیبانی کرد. علی‌رغم جایگاه سیاسی بالا در چوسان؛ پادشاه جونگ‌جو به عنوان شخصی نو آور شناخته می‌شود.

## مرگ
وی در سال ۱۸۰۰ و در سن چهل و هشت سالگی بدون دیدن آرزوهای عمرش که بعدها توسط پسرش سانجو منتشر شد؛ در شرایطی راز آلود در گذشت. کتاب‌های زیادی در مورد علت مرگ وی نوشته شده و هم‌اکنون این موضوع کانون بحث تاریخ‌دانان می‌باشد. او به همراه همسرش ”ملکه هیویی” در شهر هواسونگ در مقبره سلطنتی به خاک سپرده شد. وی بیست و چهار سال بر چوسان سلطنت کرد.

## خانواده
- پدر: یی سون، پادشاه جانگ‌جو (۱۳ فوریه ۱۷۳۵—۱۲ ژوئیه ۱۷۶۲)
  - پدربزرگ: پادشاه یونگ‌جو (۳۱ اکتبر ۱۶۹۱—۱۲ ژوئیه ۱۷۶۲
  - مادربزرگ: همسر نجیب‌زادهٔ سلطنتی یونگ از قبیلهٔ جون‌اوی یی (۱۵ اوت ۱۶۹۶—۲۳ اوت ۱۷۶۴)
- مادر: ملکه هون‌گیونگ از قبیلهٔ پونگ‌سان هونگ (۶ اوت ۱۷۳۵—۱۳ ژانویه ۱۸۱۵)[۲][۳]
  - پدربزرگ: هونگ بونگ-هان (۱۷۱۳—۱۷۷۸)
  - مادربزرگ: بانو یی از قبیلهٔ هان‌سان یی (۱۷۱۳—۱۷۵۵)

همسرها و فرزندان:
- ملکه هیویی از قبیلهٔ چونگ‌پونگ کیم (۵ ژانویه ۱۷۵۴—۱۰ آوریل ۱۸۲۱)
  - بدون فرزند[۴]
- همسر نجیب‌زادهٔ سلطنتی وون از قبیلهٔ پونگ‌سان هونگ (۲۷ مه ۱۷۶۶—۷ مه ۱۷۷۹)[۵]
  - شاهزاده سانگ‌گی (۱۷۷۰—۱۷۸۶)؛ پسرخوانده پس از مرگش[۶]
- همسر نجیب‌زادهٔ سلطنتی هووا از قبیلهٔ نام‌وون یون (۱۱ آوریل ۱۷۶۵—۱۴ ژانویه ۱۸۲۴)
  - بدون فرزند[۷]
- همسر نجیب‌زادهٔ سلطنتی اوی از قبیلهٔ چانگ‌نیونگ سونگ (۶ اوت ۱۷۵۳—۴ نوامبر ۱۷۸۶)؛ محبوب‌ترین همسر جونگ‌جو[۸]
  - سقط جنین (۸ دسامبر ۱۷۸۰)
  - سقط جنین (ژوئیه ۱۷۸۱)
  - شاهزاده یی سون، ولیعهد مون‌هیو (۱۳ اکتبر ۱۷۸۲—۶ ژوئن ۱۷۸۶)؛ در چهار سالگی درگذشت
  - شاهدخت بی‌نام (۲۰ مارس ۱۷۸۴—۱۲ مه ۱۷۸۴)
  - فرزند متولد نشده (۴ نوامبر ۱۷۸۶)؛ در اثر مرگ مادر در رحم درگذشت.
- همسر نجیب‌زادهٔ سلطنتی سو از قبیلهٔ بان‌نام پارک (۲۱ مه ۱۷۷۰—۳۱ ژانویه ۱۸۲۲)[۹]
  - شاهزاده یی گونگ (۲۹ ژوئیه ۱۷۹۰—۱۳ دسامبر ۱۸۳۴) بعداً پادشاه سان‌جو، بیست و سومین پادشاه چوسان
  - شاهدخت سوک‌سون (۱ مارس ۱۷۹۳—۷ ژوئن ۱۸۳۶)